# Spartan (pomme)
Pour les articles homonymes, voir Spartan.

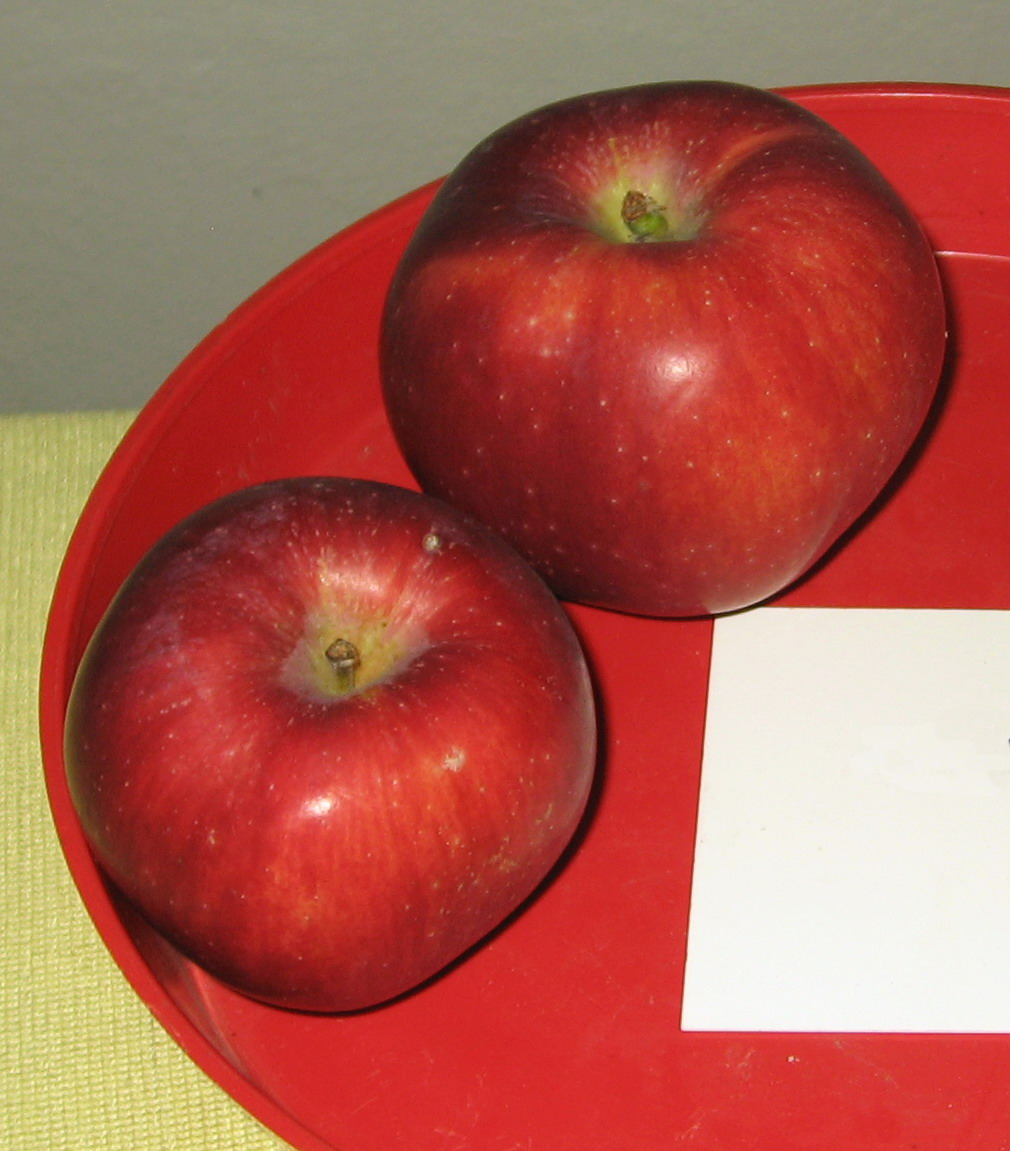
Pommes Spartan.

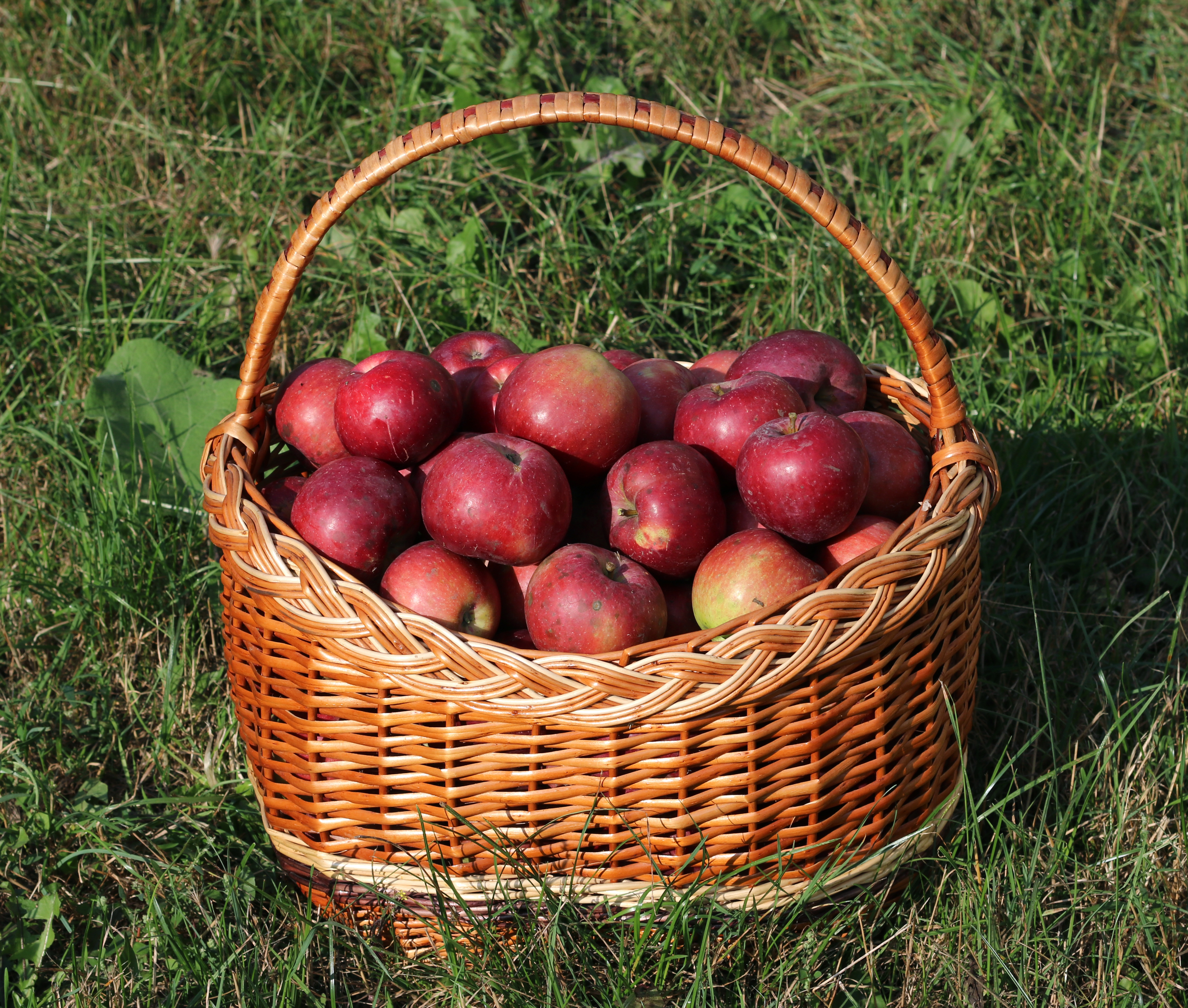
Pommes 'Spartan', Ukraine

Spartan est un cultivar de pommier domestique.
Nom botanique: Malus domestica Borkh spartan.

## Origine
Elle a été obtenue en 1926 et diffusée en 1936, Summerland (Colombie-Britannique), Canada.

## Parenté
Croisement : McIntosh × Golden Delicious
Descendants :
- Jolana

## Pollinisation
Variété diploïde autofertile.
- Groupe de floraison: C.
- S-génotype: S9S10[2].

## Maladies
- Tavelure: très susceptible[3]
- Mildiou: très susceptible
- Rouille: très susceptible
- Feu bactérien: variété tolérante[4]

## Culture
La grande susceptibilité aux maladies fait de la Spartan une pomme nécessitant des traitements systématiques.